# Chūnin (album)
Albums de Shiritsu Ebisu Chūgaku
Kinpachi
(28 janvier 2015)
EPs par Shiritsu Ebisu Chūgaku
Ebichū no Zeppan Best: Owaranai Seishun
(2012) EbiChu no Unit Album Seinenkan-ban
(2013)
Singles
1. Karikeiyaku no Cinderella
Sortie : 5 mai 2012
2. Otona wa Wakatte Kurenai
Sortie : 29 août 2012
3. Ume
Sortie : 16 janvier 2013
4. Te o Tsunagō / Kindan no Karma
Sortie : 5 juin 2013

Chūnin (中人) est le premier album studio du groupe féminin japonais Shiritsu Ebisu Chūgaku.

## Présentation
Il est aussi le premier album original après un album, intitulé Ebichū no Zeppan Best: Owaranai Seishun, regroupant les singles et chansons précédentes, dits "indies".
Il sort le 24 juillet 2013 sous DefSTAR Records, en plusieurs éditions et des couvertures différentes: une édition régulière appelée Subculture Edition avec un CD seulement, deux éditions limitées dont l'une appelée Agent (ou A) avec un CD et DVD (avec 9 vidéos de karaoké qui montrent la danse de chaque membre), puis l'autre appelée B avec deux CD (le second CD contient une seule piste d'environ 45 minutes contenant les chansons remixées du groupe en continu par le DJ « Fragment »).
Il a été annoncé qu'il contiendrait les quatre premiers singles dits major (sous le label major DefSTAR Records) dont Karikeiyaku no Cinderella, Otona wa Wakatte Kurenai, Ume, Te o Tsunagō / Kindan no Karma, ainsi qu'une reprise de "Taisō" de Yellow Magic Orchestra et quelques chansons inédites de l'album,,,,.
La chanson Go! Go! Here We Go! Rock Lee qui est une co-face A de Otona wa Wakatte Kurenai n'apparaît pas dans l'album.
L'album régulier atteint la 7e place dans les classements hebdomadaires des ventes de l'oricon.
C'est aussi le premier album sans les membres Reina Miyazaki, Kanon, Narumi Uno, Rio Koike puis Hinaki Yano, qui avaient quitté le groupe bien plus tôt.

## Interprètes
- Mizuki (瑞季)
- Hinata Kashiwagi (柏木ひなた)
- Rika Mayama (真山りか)
- Natsu Anno (杏野なつ)
- Ayaka Yasumoto (安本彩花)
- Aika Hirota (廣田あいか)
- Mirei Hoshina (星名美怜)
- Hirono Suzuki (鈴木裕乃)
- Rina Matsuno (松野莉奈)

## Liste des titres
| 1.  | Chuning!!                                                       | Interlude                                    |  |
| 2.  | Karikeiyaku no Cinderella (long ver.) (仮契約のシンデレラ)      | 1er single major                             |  |
| 3.  | Ume (梅)                                                        | 3e single major                              |  |
| 4.  | Atashi Kitto Mugen Looper (あたしきっと無限ルーパー)            |                                              |  |
| 5.  | Robock (R-O-B-O-C-K)                                            |                                              |  |
| 6.  | Kōkō Haishi Hōan (高校廃止法案)                                 | Interlude                                    |  |
| 7.  | Hōkago Getabako Rock 'n' Roll MX (放課後ゲタ箱ロッケンロールMX) |                                              |  |
| 8.  | Otona wa Wakatte Kurenai (大人はわかってくれない)               | co-face A du 2e single major                 |  |
| 9.  | Taisō (体操)                                                    | Reprise d'un titre de Yellow Magic Orchestra |  |
| 10. | Kindan no Karma (禁断のカルマ)                                  | co-face A du 4e single major                 |  |
| 11. | Yūwaku Shitai ya (誘惑したいや)                                 |                                              |  |
| 12. | Tuning Massaichū (チューニング真っ最中)                         | Interlude                                    |  |
| 13. | Ii Yu Kana? (いい湯かな？)                                      |                                              |  |
| 14. | Te wo Tsunagō (手をつなごう)                                    | 4e single major co-face A                    |  |
| 15. | Chūnin Dance Music (中人Dance Music)                            |                                              |  |
| 16. | Ganbatteru Tochū (頑張ってる途中)                               |                                              |  |
| 17. | Aru Aru Hula Dance (あるあるフラダンス)                         |                                              |  |

| 1. | Pakuchii (パクチー)                            | Mizuki           |  |
| 2. | Agero! Ebifly (揚げろ!エビフライ)              | Rika Mayama      |  |
| 3. | Doshaburi Regret (どしゃぶりリグレット)        | Natsu Anno       |  |
| 4. | Fure! Fure! Psyllium (フレ！フレ！サイリウム)  | Ayaka Yasumoto   |  |
| 5. | Utae! Odore! Ebiidada! (歌え!踊れ!エビーダダ!) | Aika Hirota      |  |
| 6. | Hobo Brazil (ほぼブラジル)                     | Mirei Hoshina    |  |
| 7. | Kekka Alright (結果オーライ)                   | Hirono Suzuki    |  |
| 8. | Shin•Seishun Sonomono (新•青春そのもの)        | Rina Matsuno     |  |
| 9. | Ebi Chuuichi Shuukan (エビ中一週間)            | Hinata Kashiwagi |  |

| 1. | Ebisu Kumikyoku (Remix by Fragment) (恵比寿組曲) |  |